# Gemma przemyska
Gemma przemyska – bizantyjska gemma znajdująca się w zbiorach Muzeum Narodowego Ziemi Przemyskiej w Przemyślu.

## Opis
Jest to magiczny amulet typu hystera wykonany z heliotropu. Na wypukłym awersie wyryta jest głowa otoczona ośmioma esowato ułożonymi wężami o otwartych pyskach zwróconych w prawą stronę. Wokół tego wizerunku biegnie grecki napis obwiedziony dwiema liniami. Na płaskim rewersie widnieje Matka Boska Orantka w długim szalu i maforionie (szalu). Po obu stronach jej nimbu wypisano: ΜΡ ΘΥ. Wokół postaci, między dwoma okręgami wypisano zaklęcie, które w tłumaczeniu brzmi: Hystero czarna, zaczerniona jak wąż wij się, uspokój się jak morze, złagodniej jak owieczka i jak kocię [uspokój się].

## Historia
Gemma została znaleziona przypadkowo przez ośmioletnią Ewę Szumańską w 1897 roku w pryzmie żwiru wydobytego z Sanu, ale doskonały stan reliefu sugeruje, że nie mogła ona spoczywać w wartkim nurcie rzecznym. Żwir przywieziono na podwórko przy ulicy Władycze z powodu remontu kamienicy. Prawdopodobnie gemma została wyniesiona razem z gruzem czy ziemią z pogłębianych wówczas piwnic, zwłaszcza, że nazwa Władycze może oznaczać dawną siedzibę władyków przemyskich. Czternastoletni brat dziewczynki sprzedał gemmę swojemu rówieśnikowi Kazimierzowi Osińskiemu, późniejszemu założycielowi muzeum w Przemyślu. Stał się on pierwszym badaczem znaleziska. Później francuski badacz Vincent Laurent poświęcił gemmie obszerny artykuł w „Byzantinische Zeitschrift” (Monachium 1936).
Wskutek rosnącego zainteresowania zabytkowym obiektem podróżował on w okresie międzywojennym eksponowany na wystawach i prawdopodobnie wtedy osadzono go na stałe na metalowej podstawie. Podczas II wojny światowej eksponat był przechowywany przez pracowników Muzeum, państwo Adama i Anielę Leśniaków (m.in. ukryty we włosach zwiniętych w kok). 